# اماراستی دو جاس
اماراستی دو جاس (به لاتین: Amărăștii de Jos) یک منطقهٔ مسکونی در رومانی است که در شهرستان دولژ واقع شده‌است.

## خصوصیات
اماراستی دو جاس ۵۵٫۱۲ کیلومترمربع مساحت و ۵٬۹۵۰ نفر جمعیت دارد.